# ダイアモンド・ヘッド (曲)
「ダイアモンド・ヘッド」（Diamond Head）は、ベンチャーズの楽曲。アルバム『ウォーク・ドント・ラン Vol.2』（1964年）からのシングルとして発表された。B面は、『ノック・ミー・アウト』収録の「ロンリー・ガール」。
日本盤シングルのB面は『ウォーク・ドント・ラン Vol.2』収録の「朝日のあたる家」。
全米では70位という結果だが、日本ではベンチャーズの曲の中で最も人気が高く、カバーやテレビ番組のBGMに起用されることの多い曲のひとつ。

## ベンチャーズによる主なリリース
アルバム『ウォーク・ドント・ラン Vol.2』（1964年10月　アメリカDolton BST-8031[Stereo]、BLP-2031[Mono]）
＊日本では『ウォーク・ドント・ラン'64』にアルバム名及び曲順を変更して発売（1965年3月　東芝音楽工業LP-7174）
シングル（1965年1月　東芝音楽工業LR-1177）
シングル（1965年1月　アメリカDolton 303)
コンパクト（1965年4月　東芝音楽工業LP-4051　＊カップリングはパイプライン、急がば廻れ、10番街の殺人）
シングル（1968年7月  東芝音楽工業LR-1968  ＊カップリングはパイプライン）
シングル（1977年9月　キングレコードCM-76　＊曲名表記は「ダイヤモンド・ヘッド」）
アルバム『オリジナル・フォー』（1979年10月　東芝EMI EWS-81264）
アルバム『V-Gold』（1999年 M & I MYCV-30001）
アルバム『ロッキー！』（2007年 EMIミュージック・ジャパン　TOCP-70259）※ダイアモンド・ヘッド2007として収録
その他ライブ盤、ベスト盤に多数収録。

## カバー
1996年、渚の女王様によって日本語カバーされ、フジテレビのアニメ『こちら葛飾区亀有公園前派出所』の初代オープニング曲に起用された。
井上宗孝とシャープ・ファイブ - 1971年、アルバム『ベンチャーズに挑戦』に収録
加山雄三＆ハイパーランチャーズ - 1997年、アルバム『鯛取る』にパイプラインとのメドレーで収録
寺内タケシとブルージーンズ - 1966年、アルバム『ブルージーンズ・ゴールデンアルバム』に収録
田辺昭知とザ・スパイダース - 1966年、コンパクト盤『リバプール・サウンズ』に収録
| スタブアイコン | サブスタブ | この項目は、まだ閲覧者の調べものの参照としては役立たない、シングルに関連した書きかけの項目です。この項目を加筆・訂正などしてくださる協力者を求めています（P:音楽/PJ:楽曲）。 |